# Patoruzito
Patoruzito es un personaje de historieta creado por Dante Quinterno para la revista homónima el 11 de octubre de 1945. El dibujante encargado de Patoruzito era Tulio Lovato y el guion era de Mirco Repetto.
Fue pensado para ser una versión infantil de Patoruzú. (asi como Disney hizo versiones infantiles del Pato Donald o el Ratón Mickey muchos años después). 

## Personaje
Su vestimenta es un poncho de color amarillo, pantalones azules arremangados, ojotas y una vincha blanca con una pluma. Siempre lleva en el cinturón unas boleadoras. Tiene muy grandes los dedos gordos del pie, característica de toda la familia, sin embargo, su nariz es pequeña, en contraste con el gran tamaño que desarrolla siendo mayor. Como en su vida adulta (Patoruzú), es valiente, generoso y fiel a sus convicciones; maneja con destreza las boleadoras y el arco y la flecha; es ágil e incansable. Siempre junto a su caballo Pamperito, la versión joven de Pampero, y su amigo Isidorito, representación de la infancia de Isidoro Cañones. Otros personajes que acompañaban a Patoruzito son la Chacha, Ñancul, el brujo Chiquizuel y su nieto Chupamiel.

## Trayectoria editorial
La revista "Patoruzito", que cambio frecuentemente de formato, tuvo una frecuencia de salida semanal hasta la edición 892 del 31 de enero de 1963, comenzando entonces aparecer mensualmente. 
El 17 de diciembre de 1957 cambia el nombre a «Correrías de un pequeño gran cacique» que en las reediciones finalmente quedó como «Correrías de Patoruzito».
La publicación de originales duraría hasta abril de 1977. Desde entonces, lo que siguió publicándose fue reimpresiones con sutiles cambios -con la frase Selección de las mejores- que continuaron con el personaje hasta que en 2015 dejó de producirse el papel de bajo costo en el que se imprimía la revista y ninguna empresa distribuidora estuvo dispuesta a trabajar con esos costos.
En 2010 Editorial Perfil lanzó una colección de 12 ejemplares a todo color con las mejores historietas de la caricatura al cumplirse 65 años de su creación.
El diario Clarín, en 2007, publicó «Patoruzito», un libro de 256 páginas con una selección de historietas, algunas en color y otras en blanco y negro, edición que formaba parte de la «Biblioteca Clarín de la historieta».

## Películas
- Patoruzito. (2004). Dirección: José Luis Massa.[6][7]
- Patoruzito: la gran aventura (2006). Dirección: José Luis Massa.[8][9]

## Reconocimientos
El 10 de julio de 2004 Correo Argentino emitió una serie de estampillas (sellos postales) con los personajes de Dante Quinterno: Patoruzito, Isidorito, Pamperito, la Chacha y Upa; y el 8 de julio de 2006 lanzó una nueva emisión: Patoruzito II.